# 國際學生證

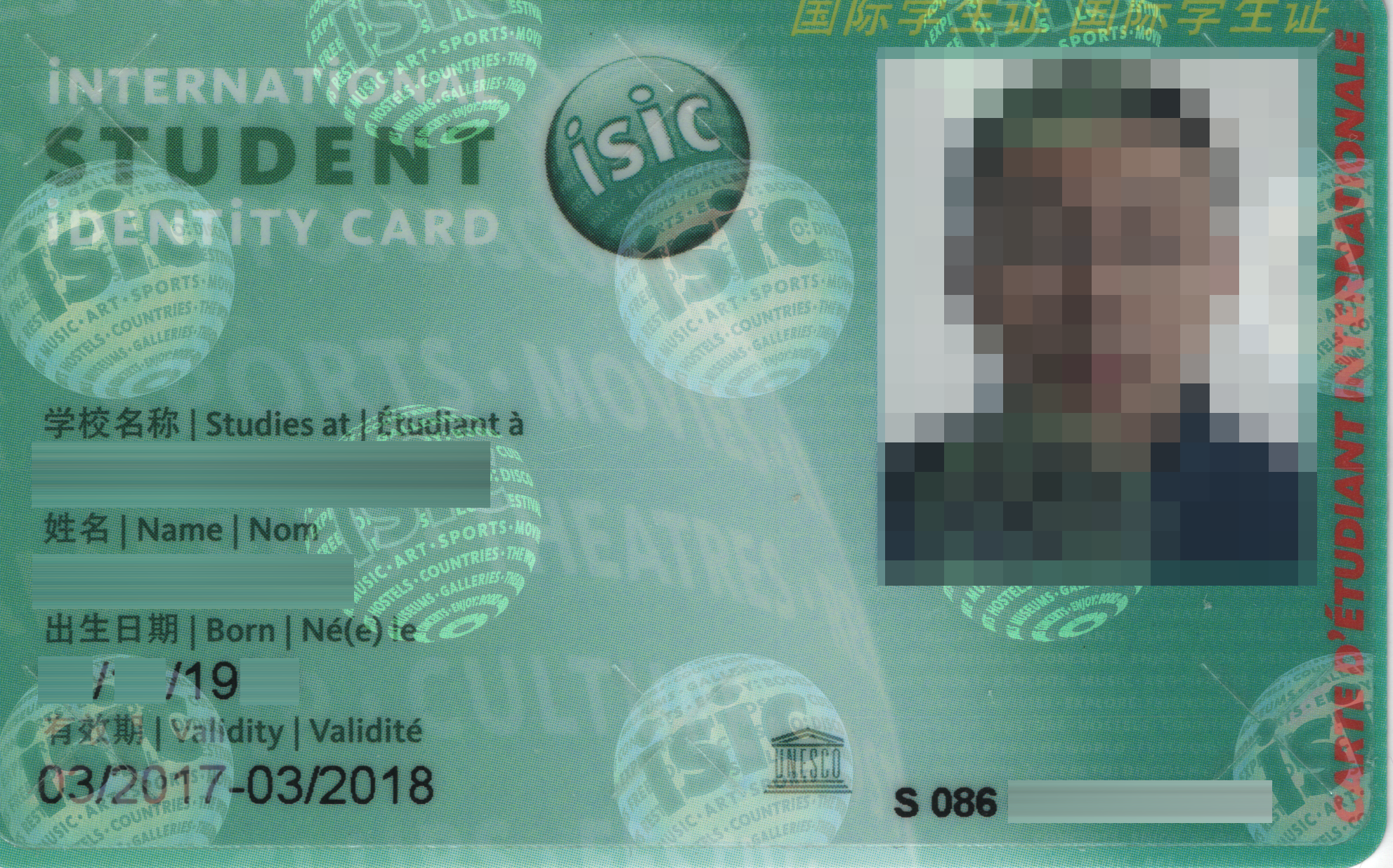
于中国大陆签发的国际学生证

國際學生證（International Student Identity Card，缩写为ISIC），简称ISIC卡，是一張在國際通用的學生證，此證可證明持有人是一位學生。國際學生證的管理機構為國際學生證協會（International Student Identity Card Association）。目前國際學生證在133個國家發行。而國際學生證是目前唯一一張經由聯合國教育、科學與文化組織認可的國際通用學生證。

## 歷史

### 國際學生證的形成
自從第二次世界大戰以及冷戰後，西方國家著重於相互了解與合作，最終防止法西斯主義死灰復燃。而在這股風潮下促使相互合作以及促進世界和平的學生組織出現。其中一個學生組織為國際學生大會（International Student Conference，簡稱ISC）。而由丹麥國家學生會及丹麥國家學生會協調秘書處（Coordinating Secretariat of National Unions of Student，簡稱COSEC）主辦，在丹麥哥本哈根的學生會樓（丹麥語：Studenterforeningen's Hus）舉行的第三屆國際學生大會上，參與的學生會代表決議要有一份可在旅行時使用的獨立國際身分證明文件。此為第一份關於國際學生證的文件紀錄:55。
然而，國際學生大會的代表同時也是國際學生旅遊大會的代表。在第四屆國際學生旅遊大會上，挪威及荷蘭的代表，在丹麥國家學生會協調秘書處的支持下，提出一份以歐洲委員會的調查報告為基礎的文件:56。該文件的結論是：「發行一張可在國際通用的學生卡有助於學生在旅行時獲得好處。」而挪威及荷蘭的學生會，與丹麥國家學生會協調秘書處合作，承接了成立旅遊援助委員會的事務，並且做出決議：「為確保一張可在國際通用的學生證可以盡快的在世界上愈多地區使用，須採取必要措施。」:179因此，國際學生證正式成立，並致力於提供世界各地的學生在任何地方旅遊時得到便利。大會認為，該卡的實際價值可以證明持卡人是一位「真正」的在學學生:57。第一批國際學生證由旅遊援助委員會發行、國際學生旅遊大會管理。第一年在31個國家發行56000張國際學生證:146。

### 聯合國教科文組織的背書
1955年，聯合國教科文組織加入國際學生旅遊大會並支持國際學生證。1968年，聯合國教科文組織發表對國際學生證的支持與正式的官方認可。聯合國教科文組織確認國際學生證是唯一一份國際性的全日制學生證明，也是一份促進文化交流與國際理解的獨特文件。在1993年，簽署了一份更新的諒解備忘錄。從1993年後，聯合國教科文組織的標誌便出現在國際學生證上。

### 加入聯合國世界旅遊組織
2013年10月，國際學生證協會被正式委任為聯合國世界旅遊組織（UNWTO）的準會員。

## 國際學生證協會
國際學生證協會是一個在丹麥合法註冊的非營利會員制組織:1，負責經營和管理國際學生證。其成員是擁有在所在地區或國家發行、推廣及發展國際學生證的獨家授權的組織:8。這些組織統稱為「國際學生證授權機構」，獲得授權的組織包括學生旅遊協會、當地學生會以及國際學生證專門發展組織。目前國際學生證是由國際學生證全球辦公室私人有限公司管理，國際學生證全球辦公室是一間坐落在荷蘭阿姆斯特丹的公司。國際學生證協會全資擁有國際學生證全球辦公室:1。

## 卡片
國際學生證協會共發行以下幾種卡片：
- 國際學生證[5]
- 國際青年證[5]
- 國際教師證[5]

### 國際學生證
除了一般的國際學生證外，國際學生證也可以和其他多張卡片合併為一張卡。國際學生證的卡片類型有：
- 國際學生證一般卡
- 國際學生證校園卡：國際學生證與校內學生證合併，卡片上印有該校名稱或是校徽等圖示[6]。
- 國際學生證萬事達卡：國際學生證協會與萬事達卡合作發行[7]。
- 國際學生證與小額付費卡、銀行金融卡或是其他卡片合併[6][8][9]。

### 國際青年證
國際青年證（International Youth Travel Card，簡稱IYTC）是由國際學生證協會發行的青年身份證明。此卡可證明持卡人為未滿三十歲的青年。持有此卡可獲得與國際學生證相似的優惠，但較國際學生證少。國際青年證也可與其他多張卡片合併為一張卡。

### 國際教師證
國際教師證（International Teacher Identity Card，簡稱ITIC）是由國際學生證協會發行的教師身分證明。此卡可證明持卡人擁有教師資格且正在任教。國際教師證是目前聯合國教科文組織唯一認可的國際教師身分證明。在被認可的學校、學院、大學裡每週上課18小時以上且任教至少一學年的教師方可申請。國際教師證也可以與其他多種卡片合併為一張卡。

### 申請條件
各地的國際學生證授權機構所定的申請條件及費用不一，申請時需詢問當地授權機構。申請費用一般介於4 – 25美元。

## 用途

### 國際學生證的用途
持有國際學生證可在國際之間證明持卡人的學生學生身分，在國際學生證的特約商店或地點可以享有優惠，以及購買學生機票。

#### 微軟夢想火花計畫（DreamSpark）
DreamSpark是一項由微軟公司設立的，免費為學生提供軟體設計和開發工具的計劃。驗證學生身分的方法之一為輸入國際學生證上的號碼（此项目于2017年后更名为Microsoft Imagine，且验证渠道逐渐收紧；2019年后此项目由"Azure教育"项目替代，且ISIC卡号已无法用以验证学生身份。）。

### 國際青年證的用途
國際青年證可證明持有人是一位三十歲以下的青年，並且在特約商店獲得優惠，持有此卡可獲得與國際學生證相似的優惠，但較國際學生證少。

### 國際教師證的用途
國際教師證可證明持卡人是一位在職教師，持有此卡可獲得與國際學生證相似的優惠，但較國際學生證少。

### 在美國的使用
在美國，只有政府頒發的證件可作為身分證明。因此，國際學生證在美國不能算是一份身分證明。

## 合作團體

### 國際學生證的組織
目前認可國際學生證的組織有：
- 国际经济学商学学生会（AIESEC） [13]
- 安第斯共同体（CAN） [14]
- 國際藥學聯合會（英语：International Pharmaceutical Federation） [15]
- 歐洲法律學生協會（英语：European Law Students' Association）（ELSA） [16]
- 歐洲學生會（英语：European Students' Union） [17][18][19][20]

- 歐洲青年卡協會（European Youth Card Association）(EYCA) [21]
- 世界青年學生教育旅遊聯盟（World Youth Student Education Travel Confederation） (WYSETC) [22]
- 聯合國教科文組織 [23][24]
- 世界儲蓄銀行協會（英语：World Savings Banks Institute）(WSBI) [25]

### 合作夥伴關係
目前與國際學生證有合作夥伴關係的組織有：
- 雅高酒店集团 [26][27]
- e-academy [28]
- 萬事達卡 [29]
- 微軟 [30]

## 國際學生證大會
國際學生證大會 是一個由國際學生證發行單位、全球合作夥伴、認可機構夥伴、學生聯合會代表以及其他國際學生社群組織所參與的年會。由國際學生證全球辦公司籌畫與主辦，大會舉行時間共三天。舉行地點每年會在不同的國家舉行。

## 國際學生證獎
國際學生證獎（英語：ISIC Award）是由國際學生證協會在2011年所創立的獎項。該獎項授獎給在世界上重建社會、經濟與打破文化藩籬以及增進教育機會的組織。國際學生證協會要確保提供想要接受高等教育的人士得到協助和資源的組織可以持續地提供。設立該獎的目的為對於現有的教育輔助措施提供協助。國際學生證獎在每年的國際學生證大會上頒發。
| 年度   | 得獎者                   |
| ------ | ------------------------ |
| 2011年 | 国际经济学商学学生会     |
| 2012年 | 國際大學協會             |
| 2013年 | University of the People |
| 2014年 | 国际教育协会             |
| 2015年 | edX                      |

## 外部連結
- 國際學生證官網 （页面存档备份，存于）（英文）